# Forssjön (Själevads socken, Ångermanland)
Forssjön är en sjö i Örnsköldsviks kommun i Ångermanland och ingår i Moälvens huvudavrinningsområde. Sjön är 22 meter djup, har en yta på 0,934 kvadratkilometer och är belägen 131 meter över havet. Sjön avvattnas av vattendraget Forsån.

## Delavrinningsområde
Forssjön ingår i det delavrinningsområde (703953-163849) som SMHI kallar för Utloppet av Forssjön. Medelhöjden är 201 meter över havet och ytan är 11,63 kvadratkilometer. Räknas de 2 avrinningsområdena uppströms in blir den ackumulerade arean 34,73 kvadratkilometer. Forsån som avvattnar avrinningsområdet har biflödesordning 2, vilket innebär att vattnet flödar genom totalt 2 vattendrag innan det når havet efter 43 kilometer. Avrinningsområdet består mestadels av skog (78 procent). Avrinningsområdet har 1,67 kvadratkilometer vattenytor vilket ger det en sjöprocent på 14,3 procent.